# 박지수 (1966년)
박지수(1966년 10월 2일 ~ )는 대한민국의 영화 배우다.

## 영화 작품
- 1989년 《슈퍼 홍길동 3》... 얌전이/강미라 역
- 1990년 《부활의 노래》
- 1990년 《로보트 태권 V 90》... 스엘 역
- 1991년 《신비의 용사 반달가면》... 나희 역
- 1991년 《우주의 용사 반달가면》... 나희/아세라 역
- 1991년 《그림 도사와 홍길동》... 이화선녀 역
- 1991년 《위기의 용사 반달가면》... 나희/여반달 역
- 1991년 《삼중성》
- 1992년 《스무살까지만 살고 싶어요》
- 1992년 《걸어서 하늘까지》
- 1992년 《환상의 용사 반달가면》... 나희, 여반달 역
- 1992년 《헤라클행성으로 돌아온 반달가면》